# اشتراگوت
اشتراگوت (به آلمانی: Straguth) یک منطقهٔ مسکونی در آلمان است که در تسربست واقع شده‌است.
اشتراگوت ۲۶۹ نفر جمعیت دارد.